# Ludwig Jacobowski

Ludwig Jacobowski

Ludwig Jacobowski (* 21. Januar 1868 in Strelno (Provinz Posen); † 2. Dezember 1900 in Berlin) war ein deutscher Lyriker, Schriftsteller und Publizist.

## Leben
Ludwig Jacobowski wurde als dritter Sohn eines jüdischen Kaufmanns in Strelno geboren. Im April 1874 zog die Familie nach Berlin. Hier besuchte Jacobowski die Luthersche Knabenschule und die Luisenstädtische Oberrealschule. Nach dem Abitur 1887 studierte er an der Humboldt-Universität zu Berlin Literaturwissenschaft, Philosophie und Geschichte. 1889 wechselte er nach Freiburg im Breisgau und promovierte dort 1891 mit seiner Schrift Klinger und Shakespeare – ein Beitrag zur Shakespearomanie der Sturm- und Drangperiode. Während seines Studiums wurde er 1889 Mitglied der Burschenschaft Franconia Freiburg.
1889 veröffentlichte er seinen ersten Gedichtband: Aus bewegten Stunden. 1890 gründete er mit Richard Zoozmann die Zeitschrift Der Zeitgenosse, deren Programm es war, „jeden zu Wort kommen zu lassen, in dem eine ganze Individualität steckt“. Trotz der Mitarbeit namhafter Autoren wie Detlev von Liliencron, Gustav Falke und Karl Bleibtreu ging das Blatt innerhalb eines Jahres ein.
Jacobowski schrieb in den nächsten zehn Jahren für über 30 Zeitungen und Zeitschriften. Er war Mitherausgeber der Halbmonatsschrift für Leben, Kritik und Dichtung. Später wurde er außerdem Herausgeber der Zeitschrift Die Gesellschaft. Halbmonatsschrift für Litteratur, Kunst und Sozialpolitik. In seinem letzten Lebensjahr gründete er einen freien Lesezirkel unter dem Namen Die Kommenden, der sich wöchentlich zu Lesungen und Vorträgen im Nollendorf-Kasino traf.
Eine enge Freundschaft verband Ludwig Jacobowski mit Rudolf Steiner, dem er auch seinen literarischen Nachlass anvertraute. Steiner gab nach Jacobowskis Tod zwei Bände mit nachgelassenen Gedichten und Prosatexten heraus und übernahm die Leitung der Kommenden.
Ludwig Jacobowski starb am 2. Dezember 1900 im Alter von 32 Jahren in Berlin (Krankenhaus am Urban) an den Folgen einer Hirnhautentzündung. Auf dem Jüdischen Friedhof in Berlin-Weißensee liegt er begraben.
Sechs Jahrzehnte nach Steiners ersten Jacobowski-Nachlassausgaben entdeckte der deutsch-amerikanische Literaturwissenschaftler Fred Benno Stern einen weiteren Nachlass an Werken, Briefen, Karten und Mitteilungen und gab sie als Veröffentlichung der Deutschen Akademie für Sprache und Dichtung in Darmstadt heraus. Die Hessische Landesbibliothek in Wiesbaden erwarb die Sammlung.

## Bedeutung
Über das literarische Schaffen hinaus liegt die Bedeutung von Ludwig Jacobowskis in seinem repräsentativen Wirken im Berlin der Jahrhundertwende. Die Verschmelzung jüdischer und abendländischer Kulturimpulse führten zu einem außergewöhnlich reichen Schaffen auf verschiedensten gesellschaftlichen Gebieten. Neben der reichhaltigen publizistischen Begleitung seiner Zeit ist hier auch sein volkspädagogisches Engagement zu nennen, besonders sein Versuch, mit „Zehnpfennig-Heften“ wertvolle Literatur für die breite Masse verfügbar zu machen. Seine Mitarbeit im 1890 gegründeten Verein zur Abwehr des Antisemitismus schlug sich auch in seinem Werk nieder.

### Bekanntestes Gedicht
Ach, unsre leuchtenden Tage
Glänzen wie ewige Sterne,
Als Trost für künftige Klage
Glüh'n sie aus goldner Ferne.
Nicht weinen, weil sie vorüber!
Lächeln, weil sie gewesen!
Und werden die Tage auch trüber,
Unsere Sterne erlösen!
Eine noch bekanntere Adaption dieser Verse wird allgemein Rabindranath Tagore zugeschrieben.

## Werke

### Originalausgaben
- Aus bewegten Stunden. Gedichte. Pierson, Dresden/Leipzig 1889
- Funken. Neue Dichtungen. Pierson, Dresden/Leipzig 1890
- Die Anfänge der Poesie. Grundlegung zu einer realistischen Entwickelungsgeschichte der Poesie. Pierson, Dresden/Leipzig 1890 (Digitalisat im Internet Archive).
- Klinger und Shakespeare. Ein Beitrag zur Shakespearomanie der Sturm- und Drangperiode. Pierson, Dresden/Leipzig 1891 (Digitalisat im Internet Archive)
- Der Juden Anteil am Verbrechen, 1892
- Wilhelm II., Romantiker oder Sozialist? (anonym erschienen). Verlags-Magazin J. Schabelitz, Zürich 1892
- Werther, der Jude. Roman, Pierson, Dresden/Leipzig 1892 (Digitalisat im Internet Archive)
- Der christliche Staat und seine Zukunft. Eine politische Studie. Duncker, Berlin 1894
- Diyab, der Narr. Komödie in 3 Akten. Kühling & Güttner, Berlin 1895
- Aus Tag und Traum. Gedichte. Calvary, Berlin 1895
- Anne-Marie. Ein Berliner Idyll. Schottlaender, Breslau 1896 (Digitalisat im Internet Archive)
- Satan lachte … und andere Geschichten. Wunder, Berlin 1897 (Digitalisat im Internet Archive)
- Der kluge Scheikh. Ein Sittenbild aus Nordafrika. Schottlaender, Breslau 1897
- Loki. Roman eines Gottes. Bruns, Minden 1899
- Aus deutscher Seele. Ein Buch Volkslieder zusammengestellt von Ludwig Jacobowski. Bruns, Minden 1899

- In Anspielung auf diese Anthologie gab Hans Pfitzner seiner Eichendorff-Kantate (op. 28; 1921) den Titel „Von deutscher Seele“

- Arbeit. Einakter, in: Axel Delmar (Hg.), Das deutsche Jahrhundert. Fünf Einakter aus dem 19. Jahrhundert. Reclam, Leipzig 1899
- Leuchtende Tage. Neue Gedichte 1896–1898. Bruns, Minden 1900 (Digitalisat im Internet Archive)
- Die Blaue Blume. Eine Anthologie Romantischer Lyrik. Mit Einleitungen der Herausgeber (mit Friedrich von Oppeln-Bronikowski). Diederichs, Leipzig 1900
- Neue Lieder der besten neueren Dichter für’s Volk. Zusammengestellt von Ludwig Jacobowski, Liemann, Berlin 1900
- Glück. Versdrama. Bruns, Minden 1901
- Ausklang. Neue Gedichte aus dem Nachlaß. Herausgegeben und mit Einleitung versehen von Rudolf Steiner. Bruns, Minden 1901
- Stumme Welt. Symbole. Skizzen aus dem Nachlaß. Hg. v. Rudolf Steiner. Bruns, Minden 1901

### Neuere Ausgaben
- …die ungeteilte Melodie. Gedichte und Erzählungen ausgewählt und mit einem Geleitwort versehen von Fred B. Stern. Zbinden, Basel 1966
- Loki. Roman eines Gottes. Mit einem Geleitwort von Fred B. Stern. Zbinden, Basel 1966
- «Auftakt zur Literatur des 20. Jahrhunderts». Briefe aus dem Nachlass von Ludwig Jacobowski, hrsg. von Fred B. Stern. 2 Bände, Lambert Schneider, Heidelberg 1974 (= Veröffentlichungen der DASD, Band 47), ISBN 978-3-89244-120-5 (Digitalisat Bd. 1 im Internet Archive)
- Gesammelte Werke in einem Band. Jubiläumsausgabe zum 100. Todestag – Romane, Erzählungen, Lyrik, Dramatik. Kritische, essayistische und poetologische Schriften. Mit einer umfassenden Bibliographie der Primär- und Sekundärliteratur, hrsg. von Alexander Müller und Michael M. Schardt. Igel, Oldenburg 1999, ISBN 978-3-89621-101-9

## Vertonungen
Gedichte von Ludwig Jacobowski wurden u. a. vertont von:
- Ignaz Brüll (1846–1907):

- Sechse, sieben oder acht für Bariton mit Begleitung des Pianoforte, Op. 85 II (Digitalisat im Internet Archive)

- Heinrich Schenker (1868–1935):

- Aus Sechs Lieder (op. 3; 1898)

4. Ausklang („Es wird kein Leid“) – 5. Allein („Ich sah sie wohl schon Wochen nicht“)
- Hans Pfitzner (1869–1949):

- Aus Fünf Lieder (op. 11; 1901)

2. Ich aber weiß („Ich aber weiß, ich seh dich manche Nacht“)
- Aus Sechs Lieder (op. 40; 1931)

1. Leuchtende Tage („Ach, unsre leuchtenden Tage“)
- Hans Hermann (1870–1931):

- Aus Vier Lieder (op. 52) für Singstimme und Klavier

3. Leuchtende Tage („Ach, unsre leuchtenden Tage“)
- Vítězslav Novák (1870–1949):

- Aus "Acht Nocturnes für Stimme und Orchester" Op. 39

Nr. 7 'Sommernacht' (1908)
- August Reuß (1871–1935):

- Aus Sieben Gedichte (op. 17) für hohe Stimme und Klavier

1. Erneuerung der Liebe – 2. So, wie am hochgereckten Blütenschaft – 3. Allein („Ich sah sie wohl schon Wochen nicht“) – 4. Ich liebte es – 5. Lohn
Melodie (op. 17a) für hohe Stimme, Violine und Orgel
- Aus Sechs Gedichte (op. 23) für tiefe Stimme und Klavier

4. Don Juan („Was je die Lust am Busen hält“) – 5. Schlaflos – 6. Liebe
- Aus Vier Gedichte (op. 29) für hohe Stimme und Klavier

2. Geh fort – 3. Eine Seele („In deinen Lieder lebt mein Leben“) – 4. Ich wollte, daß die Nachtigall käm
- Aus Fünf Gedichte (op. 34) für hohe Stimme und Klavier

5. Jüngster Frühling („Nun kommt der Frühling doch Jahr für Jahr“)
- Max Reger (1873–1916):

- Aus Sechzehn Gesänge (op. 62; 1901)

12. Totensprache („Ich weiß, ich träume im Grabe“)
- Aus Zwölf Lieder (op. 66; 1902)

5. Maienblüten („Duld’ es still, wenn von den Zweigen“) – 12. Kindergeschichte („Und der Nachbarssohn, der Ruprecht“)
- Aus Sechs Gesänge (op. 68; 1902) für mittlere Stimme und Klavier

1. Eine Seele („In deinen Lieder lebt mein Leben“)
- Aus Siebzehn Gesänge (op. 70; 1902/03)

9. Sehnsucht („Alte Gruben schaufle um“) – 12. Dein Bild („Auf deinem Bild in schwarzem Rahmen“)
- Aus Achtzehn Gesänge (op. 75; 1903) für mittlere Stimme und Klavier

13. Das Ringlein („Es ist ein Ring gebogen, der ist nicht blank von Glück!“)
- Hymnus der Liebe (op. 136; 1914) für Bariton (Alt) und Orchester

 (aus: "Vom Geschlecht der Promethiden") („Höre mich, ewiger Allerbarmer“)
- Richard Wetz (1875–1935):

- Aus Sechs Lieder (op. 17)

6. Gruß („Ich habe jeden Duft und Hauch“)
- Hermann Zilcher (1881–1948):

- Aus Vier Lieder (op. 12)

3. Leuchtende Tage („Ach, unsre leuchtenden Tage“)
- Joseph Marx (1882–1964):

- Leuchtende Tage („Ach, unsre leuchtenden Tage“) (1902)
- Maienblüten („Duld’ es still, wenn von den Zweigen“) (1909)

- Alban Berg (1885–1935):

- Grabschrift („Dem Auge fern, dem Herzen nah“) (1904)